# Hazelmuis
De hazelmuis (Muscardinus avellanarius) is een enkel in Europa en Turkije levend knaagdier uit de familie van de slaapmuizen (Gliridae). De wetenschappelijke naam van de soort werd als Mus avellanarius in 1758 gepubliceerd door Carl Linnaeus. In 1829 plaatste Johann Jakob Kaup de soort in het geslacht Muscardinus. De hazelmuis is de enige recente soort in dit geslacht.

## Uiterlijk
Het is een van de kleinere soorten slaapmuizen. De kleur is oranjebruin aan de bovenzijde, en geelwit aan de onderzijde. De keel en borst zijn wit. De staart is lang en zeer dichtbehaard. Bij zo'n tien procent van alle hazelmuizen is het puntje van de staart wit. De snuit is vrij kort, met lange snorharen (± 3 cm). De hazelmuis is aangepast aan het leven in bomen en struiken. De vingers en tenen zijn lang en slank, en de voetzolen en handpalmen zijn goed ontwikkeld.
Een volwassen hazelmuis is 6–9 cm lang. De staart is bijna net zo lang als het dier zelf, 55–80 mm. De hazelmuis weegt 15–30 g, maar wordt zwaarder in de aanloop naar de winterslaap, tot zo'n 43 g.

## Habitat en gedrag
Het habitat van de hazelmuis betreft hoofdzakelijk loofbossen met een goed ontwikkelde struiklaag alsmede loofstruwelen (zowel struweelhagen, mantels en vlakdekkende struwelen). De hazelmuis is een zeer goede klimmer; hij brengt bovendien veruit het grootste deel van zijn leven door in de struiklaag van de begroeiing. Op de grond of in de boomlaag worden hazelmuizen maar zeer zelden gezien.
Het is een nachtdier; overdag verblijft hij in zijn nest. Het nest is een compacte, geweven bal met een diameter van ± 10 cm. Het nest wordt meestal op een hoogte van 5 m of hoger gebouwd, soms ook een meter van de grond af in dicht struikgewas ongeveer. Soms dient het nest van een eekhoorn of een vogel als basis. Nesten van verschillende hazelmuizen liggen vaak in groepjes niet ver van elkaar. Zoals alle slaapmuizen houdt de hazelmuis een winterslaap. Deze duurt van oktober of november tot april en wordt gehouden in een nest in het struikgewas of onder de grond. Als een hazelmuis ontwaakt uit de winterslaap maakt hij een hijgend geluid.
Het voortplantingsseizoen duurt van mei tot september. De meeste jongen worden eind juni, begin juli en begin augustus geboren. Een vrouwtje krijgt meestal één à twee worpen per jaar. Na een draagtijd van 22–24 dagen krijgt een vrouwtje een worp van twee tot zeven jongen. Ze worden geboren in een nest met een diameter van zo'n 15 cm, iets groter dan het gewone nest. De jongen hebben een meer saaie, grijzige vacht dan volwassen dieren. De zoogtijd duurt 6–8 weken. Na een week of tien zijn de jongen zelfstandig.

### Voedsel

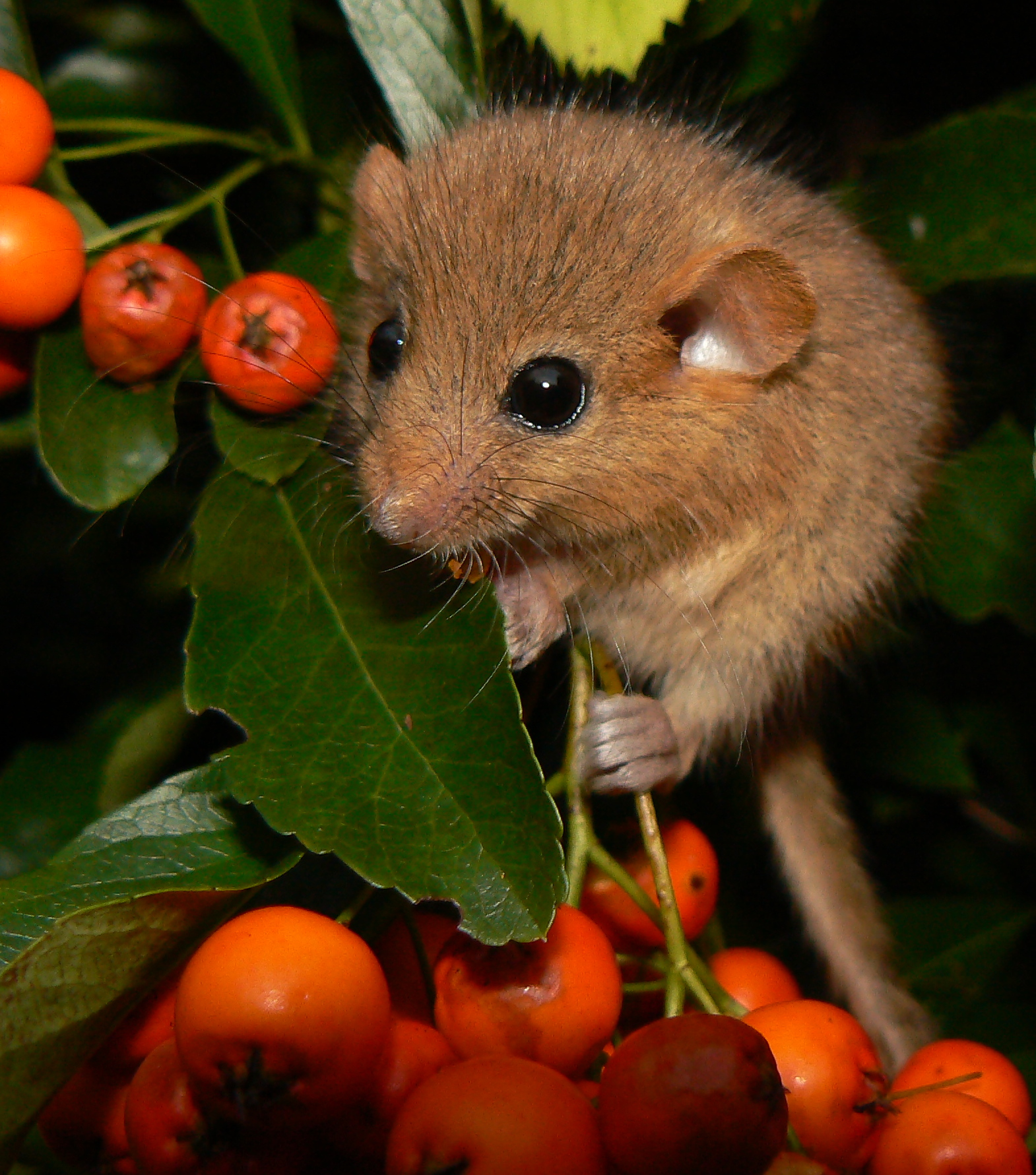
Hazelmuis in vuurdoorn (Pyracantha coccinea).

De hazelmuis eet noten (onder andere hazelnoot, kastanje, eikels), zaden, vruchten en bessen, en soms ook dierlijk materiaal als insecten, eieren en jonge vogels.
De hazelmuis wordt maximaal vier jaar oud in het wild; in gevangenschap maximaal zes jaar. Veel dieren sterven tijdens de winterslaap van de honger.

## Natuurbeschermingsstatus
De soort komt in het heuvel- en laagland van een groot gedeelte van Europa voor. In Scandinavië en Groot-Brittannië enkel in het zuiden. De soort ontbreekt op het Iberisch Schiereiland. Ook in Zuid-Limburg en België ziet men hem nog steeds.
In België en Nederland is de hazelmuis wettelijk beschermd. Op de Nederlandse en Vlaamse Rode Lijst staat de soort vermeld als bedreigd. Op wereldschaal is er geen kans op uitsterven, en daarom staat hij als niet bedreigd aangeduid op de Rode Lijst van de IUCN.